# تغییر شکل قطرات الکترودینامیکی
تغییر شکل قطرات الکتروهیدرودینامیکی پدیده ای است که زمانی رخ می دهد که قطرات مایع معلق در یک مایع غیر قابل امتزاج (آمیخته نشدنی) دیگر در معرض یک میدان الکتریکی نوسانی قرار می گیرند. در این شرایط، قطره به طور دوره‌ای بین شکل‌های کره وار (نوعی شکل از بیضی گون است که شبیه به کره است) و بیضی تغییر شکل می‌دهد. بسامد مشخصه و اندازه تغییر شکل با توازن تنش های الکترودینامیکی، هیدرودینامیکی و مویرگی که بر روی فصل مشترک قطرات اعمال می شود، تعیین می شود. این پدیده به دلیل دینامیک سیالات پیچیده ای که رخ می دهد، هم از نظر ریاضی و هم از نظر تجربی به طور گسترده مورد مطالعه قرار گرفته است. مشخصه‌سازی و مدولاسیون تغییر شکل قطرات الکترودینامیکی به دلیل نیاز روزافزون به بهبود عملکرد فرآیندهای پیچیده صنعتی (مانند خنک‌سازی دو فاز،امولسیون زدایی ( فرایند امولسیون زدایی شیمیایی معروفترین و پر کاربردترین روش شکست امولسیون است که با تزریق مقادیر اندک دی امولسیافیر به سیال انجام می شود ) نفت خام) مورد توجه خاصی برای کاربردهای مهندسی است. مزیت اصلی استفاده از تغییر شکل قطرات نوسانی برای بهبود این فرآیندهای مهندسی این است که این پدیده به ماشین آلات پیچیده یا معرفی منابع حرارتی نیاز ندارد. این به طور موثر یعنی بهبود عملکرد از طریق تغییر شکل قطرات نوسانی ساده است و به هیچ وجه اثربخشی سیستم مهندسی موجود را کاهش نمی‌دهد.

## انگیزه
دینامیک انتقال حرارت در سیستم‌های جریان دو فازی-دو جزء توسط رفتار دینامیکی قطرات/حباب‌ هایی که به جریان مایع خنک‌ کننده، در گردش تزریق می‌شوند، کنترل می‌شود.  حباب ها / قطرات تزریق شده معمولاً چگالی کمتری نسبت به مایع خنک کننده دارند و بنابراین نیروی شناوری (نیرویی رو به بالا که با نیروی وزن جسم شناور در مایع مخالفت می‌کند) رو به بالا را تجربه می کنند. آنها عملکرد حرارتی سیستم های خنک کننده را افزایش می دهند زیرا همانطور که در لوله های گرم شده به سمت بالا شناور می شوند، مایع خنک کننده مجبور می شود در اطراف حباب ها / قطرات جریان یابد. جریان دوم در اطراف قطرات جریان خنک کننده را تغییر می دهد و اثری شبه مخلوط شدن در سیال حجیم ایجاد می کند که باعث افزایش انتقال حرارت از دیواره های لوله به خنک کننده می شود. سیستم‌ های خنک‌ کننده دو جزئی فعلی مانند واکنشگاه های هسته‌ ای، سرعت خنک‌ سازی را تنها با بهینه‌ سازی نوع خنک‌ کننده، سرعت جریان و میزان تزریق حباب/قطره کنترل می‌ کنند. این رویکرد فقط تنظیمات جریان حجیم را اصلاح می‌ کند و امکان کنترل مستقیم مکانیزم‌ هایی که دینامیک انتقال حرارت را کنترل می‌کنند را برای مهندس ها فراهم نمی‌ کند. القای نوسانات در حباب ها / قطرات شیوه امیدوار کننده ای برای بهبود سرمایش همرفتی است زیرا الگو های جریان دوم و سومی را ایجاد می کند که می تواند انتقال حرارت را بدون وارد کردن گرمای قابل توجه به سیستم بهبود بخشد.
تغییر شکل قطرات الکترودینامیکی نیز در فرآوری نفت خام به عنوان روشی برای بهبود میزان جداسازی آب و نمک از توده مورد توجه است. نفت خام را در شکل فرآوری نشده خود، نمی توان مستقیم در فرایند های صنعتی استفاده کرد، زیرا وجود نمک می تواند باعث پوسیدگی مبدل های حرارتی و تجهیزات تقطیر شود. برای جلوگیری از رسوب ناشی از این نا خالصی ها، ابتدا باید نمک که در قطرات شناور آب غلیظ شده است، خارج شود. قرار دادن دسته‌ های نفت خام در معرض میدان‌های الکتریکی با ولتاژ بالا DC و AC (مستقیم و متناوب) باعث تغییر شکل قطرات می‌شود که در نهایت باعث می‌شود قطرات آب به قطرات بزرگ‌تر بپیوندند . پیوستن قطرات، باعث بهبود سرعت جدا سازی آب از نفت خام می شود زیرا سرعت رو به بالا یک کره با مجذور شعاع کره متناسب است. این را می توان به راحتی با در نظر گرفتن نیروی جاذبه، شناوری و کشش جریان استوکس (گونه‌ای از جریان سیال است که در آن نیروهای ادواکسیون اینرسی در قیاس با نیروهای ناشی از لزجت مقادیر کوچک‌تری دارند) نشان داد. گزارش شده است که افزایش هر دو دامنه و بسامد میدان های الکتریکی اعمال شده می تواند به طور قابل توجهی جداسازی آب را تا 90 درصد بیشتر کند.

## راه حل تیلور 1966
راه حل تیلور در سال 1966 میلادی  برای جریان داخلی و خارجی یک کره القا شده توسط میدان الکتریکی ، اولین استدلالی بود که برای فشار ناشی از جریان سیال در داخل قطره و در میدان سیال بیرونی توضیح داد . تیلور بر خلاف برخی از هم دوره ای های خود استدلال می‌کرد که کشش سطحی (رفتاری خاص در لایه بیرونی مایعات) و فشار داخلی یکنواخت نمی‌ تواند باعث تعادل تنش معمولی متغیر فضایی در سطح مشترک قطرات که از حضور یک میدان الکتریکی ثابت و یکنواخت حاصل می‌شود، شود . وی اظهار داشت که برای اینکه یک فصل مشترک قطره در حضور میدان الکتریکی در حالت بدون تغییر شکل بماند ، باید جریان سیال هم در داخل و هم در بیرون از فصل مشترک قطرات وجود داشته باشد . او راه حلی را برای میدان جریان داخلی و بیرونی با استفاده از شیوه تابع جریان مشابه با جریان خزنده از کنار یک کره ایجاد کرد .  تیلور اعتبار راه حل خود را با مقایسه آن با تصاویر حاصل از مطالعات مصور سازی جریان که گردش خون را در داخل و بیرون از رابط قطره مشاهده می کرد تأیید کرد.

## راه حل تورزا
راه حل تورزا در سال 1971 میلادی  برای تغییر شکل قطره ها در حضور یک میدان الکتریکی یکنواخت و متغیر با زمان، گسترده ترین مدل مرجع برای پیشبینی تغییر شکل قطره ها با دامنه کوچک است. مشابه راه حل توسعه یافته توسط تیلور، تورزا راه حلی برای تغییر شکل قطره ها الکترودینامیکی با در نظر گرفتن گردش سیال در داخل و بیرون از رابط قطره ایجاد کرد. راه حل او از این جهت دارای نوآوری است که بیانی را برای نسبت تغییر شکل قطره ها آنی با در نظر گرفتن مسائل فرعی جداگانه برای استخراج اثرات تنش الکتریکی، تنش هیدرودینامیکی داخلی، تنش هیدرودینامیکی بیرونی و کشش سطحی(رفتاری خاص در لایه بیرونی مایعات) بر روی فصل مشترک قطره ها به دست می‌ دهد. نسبت تغییر شکل قطره ها D کمیتی است که بیان کننده امتداد نسبی و کوتاه شدن ابعاد عمودی و افقی یک کره است .
D = \frac{d_1-d_2}{d_1+d_2}
مشکل فرعی تنش الکتریکی با تعریف میدان‌ های پتانسیل الکتریکی در داخل و بیرون رابط قطره‌ ای که به صورت فازورهای پیچیده با بسامد نوسان به عنوان میدان الکتریکی تحمیلی قابل بیان هستند ، فرمول‌بندی می‌شود.
V=|V| e^{i\omega t} 
از آن جهت که تورزا سیال داخل قطره و خارج از قطره را بدون بار خالص حساب می کند ، معادله حاکم برای زیر مساله تنش الکتریکی به قانون گاوس با چگالی بار فضایی صفر کاهش می‌یاب . با بیان مجدد میدان الکتریکی بر حسب گرادیان پتانسیل الکتریکی ، معادله الکتریکی حاکم به معادله لاپلاس کاهش می‌یابد. از جداسازی متغیر ها می توان برای به دست آوردن راه حلی برای این معادله به صورت یک سری توانی ضرب در کسینوس زاویه قطبی نسبت به جهت میدان الکتریکی استفاده کرد . با استفاده از راه حل های بزرگی پتانسیل های الکتریکی در داخل و خارج قطره ، تنش الکتریکی ایجاد شده روی رابط حباب /ق طره را می توان با استفاده از تعریف تانسور تنش ماکسول و نادیده گرفتن میدان الکتریکی تعیین کرد.
\sigma_{i j} = \epsilon_0 \left(E_i E_j - \frac{1}{2} \delta_{ij} E^2\right) + \frac{1}{\mu_0} \left…
لازم به ذکر است که چون میدان الکتریکی به صورت فازور است، حاصل ضرب داخلی و حاصل ضرب تانسوری میدان الکتریکی با خود ، همانطور که در تانسور تنش ماکسول وجود دارد ، منجر به دو برابر شدن فرکانس نوسان می‌شود . مشکل فرعی تورزا که برای تعیین میدان‌ های سرعت و تنش‌ های هیدرودینامیکی ناشی از تنش الکتریکی حل می‌کند ، دقیقاً به همان شکلی است که تیلور برای راه‌ حل خود برای میدان‌ های الکتریکی ثابت استفاده کرد . به طور خاص، تورزا فرمول تابع جریان حلقه معادلات ناویه-استوکس (معادله مربوط به مایعات و گاز ها) را در مختصات کروی با اتخاذ فرم راه حل تابع جریان تیلور و تحمیل شرایط تعادل تنش در سطح مشترک حل می کند. تورزا با استفاده از راه حل تابع جریان ، عبارات تحلیلی را برای میدان های سرعت به دست آورد که می تواند برای استخراج عبارات تحلیلی برای تنش هیدرودینامیکی در سطح مشترک برای سیالات نیوتنی تراکم ناپذیر استفاده شود.
0= \left[
\frac{\partial^2}{\partial r^2} +
\frac{\sin \theta}{r^2} \frac{\partial}{\partial \theta…
\psi = \left[\frac{C_1 b^4}{r^2} + C_2 b^2 + \frac{C_3}{b r^3} + \frac{C_4 r^5}{ b^3})\right] \sin(…
```
\tau_{ij} = \mu \left(\frac{\partial v_j}{\partial x_i} + \frac{\partial v_i}{\partial x_j}\right).
```

تورزا برای گنجاندن اثر کشش سطحی در تغییر شکل دوره ای یک قطره ، تفاوت تنش های الکتریکی و هیدرو دینامیکی را در سطح مشترک محاسبه کرد و از آن به عنوان تنش محرک، در معادله فشار لاپلاس استفاده کرد . این مهم ترین رابطه برای این سیستم است، چرا که مکانیزمی را وصف می کند که توسط آن تفاوت در تنش در سطح مشترک قطرات می تواند با ایجاد تغییر در شعاع اصلی انحنا باعث تغییر شکل شود .
\Delta \tau_{r r} + \Delta \sigma_{r r} = \gamma\left(\frac{1}{R_1}+\frac{1}{R_2}\right)
تورزا با استفاده از این رابطه بین فشار های سطحی در ارتباط با استدلال های هندسی به دست آمده توسط تیلور برای تغییر شکل های کوچک ، توانست یک عبارت تحلیلی برای نسبت تغییر شکل به عنوان مجموع یک جزء ثابت و یک جزء نوسانی با بسامدی دو برابر بسامد به دست آورد. میدان الکتریکی تحمیل شده به شرح زیر است .
```
D = \frac{9 \epsilon_0 K_2}{16 \gamma} \phi (E_0^2 b) + 
              \frac{9 \epsilon_0 K_2}{32
```

که 𝜙 در ترم ثابت، کسینوس در مدت زمان متغیر، و گاما در هر دو عبارت است. اصطلاح فی همان چیزی است که تیلور و تورزا از آن به عنوان « عملکرد متمایز کننده » یاد می‌کنند ، زیرا مقدار آن تعیین می‌ کند که آیا قطره تمایل دارد زمان بیشتری را به صورت شکل‌های کره وار (نوعی شکل از بیضی گون است که شبیه به کره است) یا بیضی بگذراند . تابعی از تمام خواص مواد و بسامد نوسان است ، اما کاملاً مستقل از زمان است. عبارت کسینوس متغیر زمانی نشان می‌دهد که قطره در واقع با فرکانس دو برابر میدان الکتریکی تحمیلی نوسان می‌کند، اما به دلیل عبارت آلفای ثابتی که به دلیل ریاضیات ایجاد می‌شود، عموماً خارج از فاز است. سایر متغیرها ثابت هایی هستند که علاوه بر فرکانس نوسان به خواص هندسی، الکتریکی و ترمودینامیکی مایعات مربوطه نیز بستگی دارند.
به طور کلی ، آشکار است که بزرگی تغییر شکل قطره توسط کشش سطحی ، که با نماد گاما نشان داده می شود ، محدود می شود . با افزایش کشش سطحی ، قدر خالص به دلیل افزایش نیرو های مویرگی کاهش می یابد . از آنجایی که شکل تعادلی یک قطره به سمت قطره با حداقل انرژی گرایش دارد، مقدار زیادی از کشش سطحی تمایل دارد شکل قطره را به سمت یک کره سوق دهد.

## ملاحظات ایمنی و عملی
گرچه تغییر شکل دوره ای قطرات به طور گسترده برای کاربرد های صنعتی عملی آن مورد مطالعه و توجه قرار گرفته است ، اما اجرای آن به دلیل استفاده از میدان الکتریکی ، مسائل ایمنی و محدودیت های فیزیکی حایز توجهی را ایجاد می کند . جهت ایجاد تغییر شکل قطره های دوره ای با استفاده از یک میدان الکتریکی ، باید یک میدان الکتریکی با دامنه بسیار بزرگ اعمال شود . مطالعات تحقیقاتی با استفاده از قطره های آب معلق در روغن سیلیکون به مقادیر میانگین مجذور ریشه تا 10^6 V/m نیاز داشت . حتی برای یک فاصله الکترود کوچک ، این نوع از میدان، به پتانسیل الکتریکی بیشتر از 500 ولت نیاز دارد، که تقریباً سه برابر wall voltage در ایالات متحده است . از نظر عملی ، این میدان الکتریکی بزرگ تنها زمانی حاصل می شود که فاصله الکترود ها، بسیار کوچک باشد (~ O(0.1 میلی متر)) یا تقویت کننده با ولتاژ بالا موجود باشد . به همین علت که اکثر مطالعات این پدیده در حال حاضر در آزمایشگاه های تحقیقاتی با استفاده از لوله هایی با قطر کوچک انجام می شود . لوله هایی با این اندازه در سیستم های خنک کننده صنعتی مانند رآکتور های هسته ای وجود دارند .